# فینال‌های ان‌بی‌ای ۲۰۰۶
فینال‌های ان‌بی‌ای ۲۰۰۶ سری بازی‌های پایانی اتحادیهٔ ملی بسکتبال (NBA) در فصل ۰۶–۲۰۰۵ می‌باشد. تیم میامی هیت به عنوان قهرمان کنفرانس شرق به دیدار دالاس ماوریکس به عنوان قهرمان کنفرانس غرب رفت و توانست با نتیجهٔ ۴ بر ۲ به پیروزی دست یابد و برای نخستین بار قهرمان ان‌بی‌ای شود. دوین وید از میامی هیت نیز به عنوان ارزشمندترین بازیکن سری پایانی برگزیده شد.
از سال ۱۹۷۱ این نخستین باری بود که دو تیمی در بازی‌های نهایی حضور داشتند که پیش از آن حضور در این سری را تجربه نکرده بودند. همچنین نخستین سری پایانی از ۱۹۷۸ بود که هیچ‌کدام از دو تیم سابقهٔ قهرمانی در ان‌بی‌ای را نداشتند. این دو پنج سال بعد در فینال‌های ان‌بی‌ای ۲۰۱۱ نیز برای دومین بار با هم رقابت کردند که دالاس ماوریکس با برتری برابر رقیب خود توانست قهرمانی ان‌بی‌ای را از آن خود کند.
این دومین رقابت در فینال‌های ان‌بی‌ای بین فلوریدا و تگزاس پس از رقابت هیوستون راکتس و اورلندو مجیک در فینال‌های ۱۹۹۵ بود. تا هنگامی که میامی هیت در سری پایانی ۲۰۱۳ توانست سن آنتونیو اسپرز را مغلوب کند، این آخرین باخت تیمی از تگزاس در سری‌های پایانی بود (راکتس در ۱۹۸۱ و ۱۹۸۶ شکست خورده بود) در مقابل تیم‌های تگزاس هشت بار قهرمانی ان‌بی‌ای را چشیده‌اند (۵ بار توسط اسپرز، دو بار توسط راکتس، و یک بار توسط ماوریکس، که در تکرار بازی همین فینال در سال ۲۰۱۱ به پیروزی رسید).
این قهرمانی همراه با فینال‌های ۲۰۰۴ و ۲۰۰۸، یکی از سه قهرمانی ان‌بی‌ای در دههٔ ۲۰۰۰ میلادی بود که توسط تیمی به غیر از لس آنجلس لیکرز و سن آنتونیو اسپرز به دست آمد.
بازی‌های این مرحله در ایالات متحده توسط ABC پخش گردید و در بریتانیا و ایرلند نیز از اسکای اسپورت پخش شد.

## پیش‌زمینه

### مسیر فینال‌ها
| دالاس ماوریکس (قهرمان کنفرانس غرب)                                    | دالاس ماوریکس (قهرمان کنفرانس غرب) | میامی هیت (قهرمان کنفرانس شرق) | میامی هیت (قهرمان کنفرانس شرق)                                       |
| --------------------------------------------------------------------- | ---------------------------------- | ------------------------------ | -------------------------------------------------------------------- |
| الگو:2005–06 NBA West standingsسید چهارم در غرب، سومین رکورد برتر لیگ | فصل عادی                           | فصل عادی                       | الگو:2005–06 NBA East standingsسید دوم در شرق، پنجمین رکورد برتر لیگ |
| پیروزی برابر (۵) ممفیس گریزلیز، ۴–۰                                   | دور یکم                            | دور یکم                        | پیروزی برابر (۷) شیکاگو بولز، ۴–۲                                    |
| پیروزی برابر (۱) سن آنتونیو اسپرز، ۴–۳                                | نیمه‌نهایی‌های کنفرانس               | نیمه‌نهایی‌های کنفرانس           | پیروزی برابر (۳) نیوجرسی نتس، ۴–۱                                    |
| پیروزی برابر (۲) فینیکس سانز، ۴–۲                                     | فینال‌های کنفرانس                   | فینال‌های کنفرانس               | پیروزی برابر (۱) دیترویت پیستونز، ۴–۲                                |

### سری‌های فصل عادی
دالاس ماوریکس در هر دو بازی سری‌های فصل عادی به برتری رسید.
| ۲۵ نوامبر ۲۰۰۵ |

|  |

| دالاس ماوریکس ۱۰۳, میامی هیت ۹۰ |

| ۹ فوریه ۲۰۰۶ |

|  |

| میامی هیت ۷۶, دالاس ماوریکس ۱۱۲ |

## ترکیب شروع‌کننده
تالار مشاهیر بسکتبال نایسمیت‡
| میامی          | پست | دالاس           |
| -------------- | --- | --------------- |
| Jason Williams | PG  | Jason Terry     |
| دوین وید       | SG  | Marquis Daniels |
| آنتوان واکر    | SF  | جاش هاوارد      |
| اودونیس هازلم  | PF  | دیرک نویتسکی    |
| شکیل اونیل‡    | C   | Erick Dampier   |

## خلاصه سری
| بازی   | تاریخ            | تیم مهمان     | نتیجه                     | تیم میزبان    |
| ------ | ---------------- | ------------- | ------------------------- | ------------- |
| بازی ۱ | پنج‌شنبه، ۸ ژوئن  | میامی هیت     | ۸۰–۹۰ (۰–۱)               | دالاس ماوریکس |
| بازی ۲ | یکشنبه، ۱۱ ژوئن  | میامی هیت     | ۸۶–۹۹ (۰–۲)               | دالاس ماوریکس |
| بازی ۳ | سه‌شنبه، ۱۳ ژوئن  | دالاس ماوریکس | ۹۶–۹۸ (۲–۱)               | میامی هیت     |
| بازی ۴ | پنج‌شنبه، ۱۵ ژوئن | دالاس ماوریکس | ۷۴–۹۸ (۲–۲)               | میامی هیت     |
| بازی ۵ | یکشنبه، ۱۸ ژوئن  | دالاس ماوریکس | ۱۰۰–۱۰۱ (وقت اضافه) (۲–۳) | میامی هیت     |
| بازی ۶ | سه‌شنبه، ۲۰ ژوئن  | میامی هیت     | ۹۵–۹۲ (۴–۲)               | دالاس ماوریکس |

## خلاصه بازی‌ها

### بازی یک
| ۸ ژوئن 9:00pm ET |

| ۱ توسط Wayback Machine (بایگانی‌شده دسامبر ۱, ۲۰۱۰) |

| میامی هیت ۸۰, دالاس ماوریکس ۹۰                               |  |                                                                                   |
| امتیاز بر پایه وقت: ۳۱–۲۳, ۱۳–۲۳, ۲۴–۲۴, ۱۲–۲۰               |  |                                                                                   |
| امتیاز: دوین وید ۲۸ ریباند: اودونیس هازلم ۸ پاس : دوین وید ۶ |  | امتیاز: Jason Terry ۳۲ ریباند: جاش هاوارد ۱۲ پاس: دیرک نویتسکی، جاش هاوارد همگی ۴ |
| دالاس پیشتاز سری، ۱–۰.                                       |  |                                                                                   |

### بازی دو
| ۱۱ ژوئن 9:00pm ET |

| ۲ توسط Wayback Machine (بایگانی‌شده دسامبر ۱, ۲۰۱۰) |

| میامی هیت ۸۵, دالاس ماوریکس ۹۹                                          |  |                                                                    |
| امتیاز بر پایه وقت: ۱۷–۱۸, ۱۷–۳۲, ۲۴–۳۲, ۲۷–۱۷                          |  |                                                                    |
| امتیاز: دوین وید ۲۳ ریباند: دوین وید ۸ پاس : گری پیتون، Williams همگی ۴ |  | امتیاز: دیرک نویتسکی ۲۶ ریباند: دیرک نویتسکی ۱۶ پاس: Jason Terry ۹ |
| دالاس پیشتاز سری، ۲–۰.                                                  |  |                                                                    |

### بازی سه

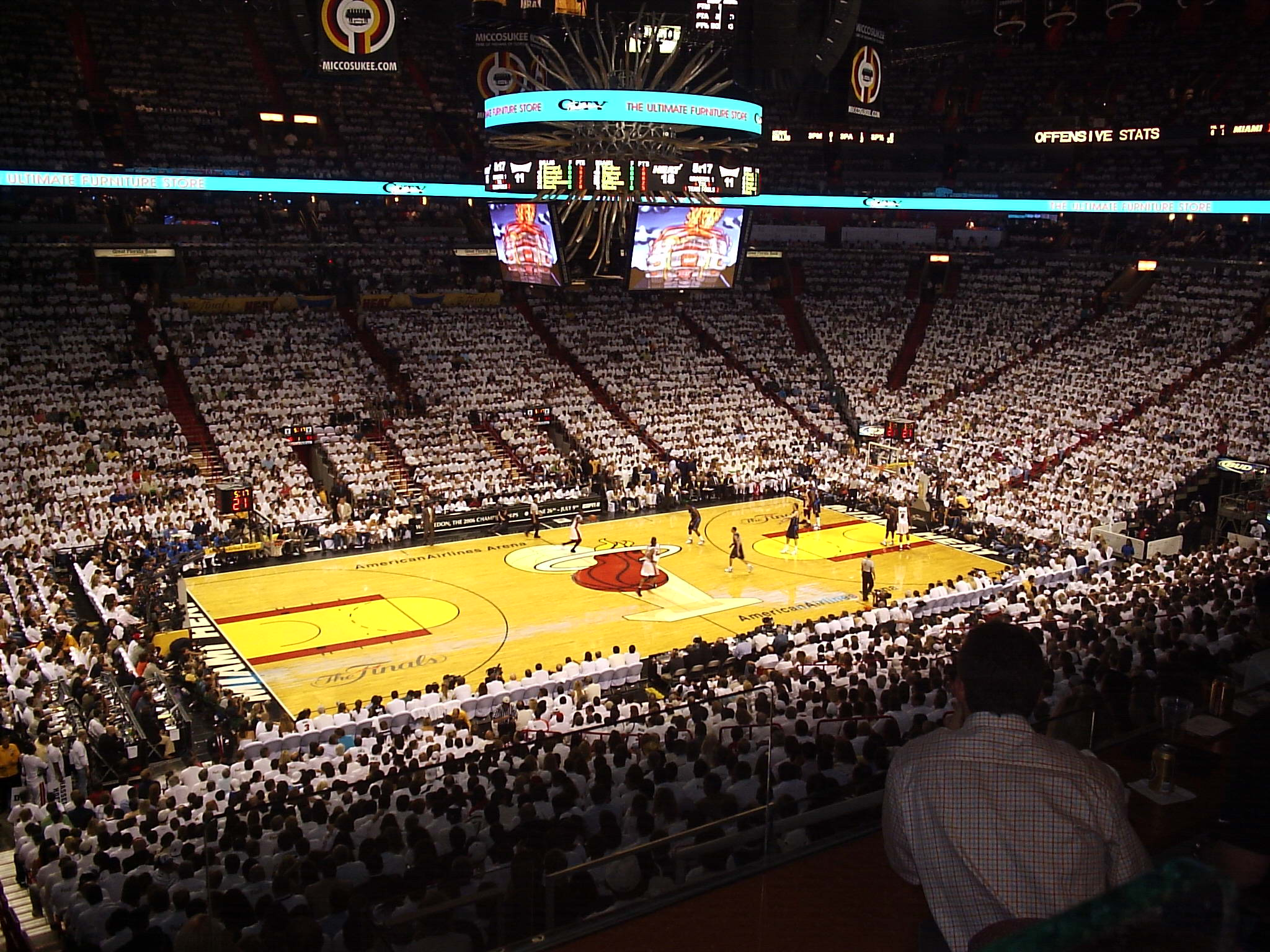
بازی سه بازی‌های پایانی ان‌بی‌ای ۲۰۰۶

| ۱۳ ژوئن 9:00pm ET |

| ۳ توسط Wayback Machine (بایگانی‌شده دسامبر ۱, ۲۰۱۰) |

| دالاس ماوریکس ۹۶, میامی هیت ۹۸                                      |  |                                                           |
| امتیاز بر پایه وقت: ۲۱–۲۹, ۲۲–۲۳, ۳۴–۱۶, ۱۹–۳۰                      |  |                                                           |
| امتیاز: دیرک نویتسکی ۳۰ ریباند: Erick Dampier ۹ پاس : Jason Terry ۵ |  | امتیاز: دوین وید ۴۲ ریباند: دوین وید ۱۳ پاس: شکیل اونیل ۵ |
| دالاس پیشتاز سری، ۲–۱.                                              |  |                                                           |

### بازی چهار
| ۱۵ ژوئن 9:00pm ET |

| ۴ توسط Wayback Machine (بایگانی‌شده دسامبر ۱, ۲۰۱۰) |

| دالاس ماوریکس ۷۴, میامی هیت ۹۸                                     |  |                                                                 |
| امتیاز بر پایه وقت: ۲۵–۳۰, ۱۹–۲۴, ۲۳–۲۴, ۷–۲۰                      |  |                                                                 |
| امتیاز: Jason Terry ۱۷ ریباند: دیرک نویتسکی ۹ پاس : جری استاک‌هوس ۴ |  | امتیاز: دوین وید ۳۶ ریباند: شکیل اونیل ۱۳ پاس: Jason Williams ۶ |
| سری برابر، ۲–۲.                                                    |  |                                                                 |

### بازی پنج
| ۱۸ ژوئن 9:00pm ET |

| "5". Archived from the original on 2010-12-01. Retrieved 2016-02-04.{{cite web}}: نگهداری یادکرد:ربات:وضعیت نامعلوم پیوند اصلی (link) |

| دالاس ماوریکس ۱۰۰, میامی هیت ۱۰۱ (OT)                                |  |                                                                          |
| امتیاز بر پایه وقت: ۲۱–۲۴, ۳۰–۱۹, ۲۰–۲۷, ۲۲–۲۳, وقت اضافه: ۷–۸       |  |                                                                          |
| امتیاز: Jason Terry ۳۵ ریباند: جاش هاوارد ۱۰ پاس : Marquis Daniels ۴ |  | امتیاز: دوین وید ۴۳ ریباند: شکیل اونیل ۱۲ پاس: دوین وید، Williams همگی ۴ |
| میامی پیشتاز سری، ۳–۲.                                               |  |                                                                          |

### بازی شش
| ۲۰ ژوئن 9:00pm ET |

| "6". Archived from the original on 2010-12-01. Retrieved 2006-06-21.{{cite web}}: نگهداری یادکرد:ربات:وضعیت نامعلوم پیوند اصلی (link) |

| میامی هیت ۹۵, دالاس ماوریکس ۹۲                                   |  |                                                                    |
| امتیاز بر پایه وقت: ۲۳–۳۰, ۲۶–۱۸, ۲۲–۲۰, ۲۴–۲۴                   |  |                                                                    |
| امتیاز: دوین وید ۳۶ ریباند: شکیل اونیل ۱۲ پاس : Jason Williams ۷ |  | امتیاز: دیرک نویتسکی ۲۹ ریباند: دیرک نویتسکی ۱۵ پاس: Jason Terry ۵ |
| میامی برندهٔ سری، ۴–۲.                                            |  |                                                                    |

## آمارهای بازیکنان
میامی هیت
| بازیکن           | GP | GS | MPG  | FG%   | 3FG%  | FT%   | RPG  | APG | SPG | BPG | PPG  |
| ---------------- | -- | -- | ---- | ----- | ----- | ----- | ---- | --- | --- | --- | ---- |
| Shandon Anderson | ۴  | ۰  | ۷٫۷  | ۰٫۳۳۳ | ۰٫۰۰۰ | ۰٫۵۰۰ | ۱٫۸  | ۰٫۸ | ۰٫۰ | ۰٫۰ | ۱٫۵  |
| Michael Doleac   | ۱  | ۰  | ۱٫۲  | ۰٫۰۰۰ | ۰٫۰۰۰ | ۰٫۰۰۰ | ۰٫۰  | ۰٫۰ | ۰٫۰ | ۰٫۰ | ۰٫۰  |
| Udonis Haslem    | ۶  | ۶  | ۲۹٫۲ | ۰٫۵۰۰ | ۰٫۰۰۰ | ۰٫۳۰۰ | ۶٫۲  | ۰٫۳ | ۱٫۲ | ۰٫۰ | ۶٫۵  |
| Jason Kapono     | ۱  | ۰  | ۱٫۵  | ۰٫۰۰۰ | ۰٫۰۰۰ | ۰٫۰۰۰ | ۰٫۰  | ۰٫۰ | ۰٫۰ | ۰٫۰ | ۰٫۰  |
| Alonzo Mourning  | ۶  | ۰  | ۱۱٫۰ | ۰٫۶۹۲ | ۰٫۰۰۰ | ۰٫۶۶۷ | ۳٫۲  | ۰٫۰ | ۰٫۳ | ۱٫۵ | ۴٫۳  |
| Shaquille O'Neal | ۶  | ۶  | ۳۵٫۲ | ۰٫۶۰۷ | ۰٫۰۰۰ | ۰٫۲۹۲ | ۱۰٫۲ | ۲٫۸ | ۰٫۵ | ۰٫۸ | ۱۳٫۷ |
| Gary Payton      | ۶  | ۰  | ۲۲٫۳ | ۰٫۳۶۸ | ۰٫۱۴۳ | ۰٫۳۳۳ | ۲٫۰  | ۲٫۰ | ۱٫۰ | ۰٫۰ | ۲٫۷  |
| James Posey      | ۶  | ۰  | ۲۹٫۵ | ۰٫۴۱۹ | ۰٫۴۰۰ | ۰٫۷۶۹ | ۶٫۰  | ۰٫۳ | ۱٫۰ | ۰٫۰ | ۷٫۳  |
| Dwyane Wade      | ۶  | ۶  | ۴۳٫۵ | ۰٫۴۶۸ | ۰٫۲۷۳ | ۰٫۷۷۳ | ۷٫۸  | ۳٫۸ | ۲٫۷ | ۱٫۰ | ۳۴٫۷ |
| Antoine Walker   | ۶  | ۶  | ۳۶٫۶ | ۰٫۳۹۱ | ۰٫۲۷۰ | ۰٫۵۵۶ | ۵٫۵  | ۲٫۲ | ۰٫۷ | ۰٫۵ | ۱۳٫۸ |
| Jason Williams   | ۶  | ۶  | ۳۱٫۳ | ۰٫۳۶۰ | ۰٫۳۴۵ | ۰٫۶۳۶ | ۱٫۸  | ۴٫۷ | ۰٫۵ | ۰٫۰ | ۸٫۸  |

دالاس ماوریکس
| بازیکن            | GP | GS | MPG  | FG%   | 3FG%  | FT%    | RPG  | APG | SPG | BPG | PPG  |
| ----------------- | -- | -- | ---- | ----- | ----- | ------ | ---- | --- | --- | --- | ---- |
| Darrell Armstrong | ۱  | ۰  | ۶٫۳  | ۰٫۰۰۰ | ۰٫۰۰۰ | ۰٫۰۰۰  | ۱٫۰  | ۰٫۰ | ۰٫۰ | ۰٫۰ | ۰٫۰  |
| Erick Dampier     | ۶  | ۰  | ۲۴٫۶ | ۰٫۷۲۲ | ۰٫۰۰۰ | ۰٫۵۰۰  | ۸٫۲  | ۰٫۳ | ۱٫۰ | ۰٫۷ | ۵٫۷  |
| Marquis Daniels   | ۶  | ۰  | ۸٫۸  | ۰٫۵۴۵ | ۰٫۳۳۳ | ۰٫۸۰۰  | ۰٫۵  | ۱٫۳ | ۰٫۰ | ۰٫۰ | ۲٫۸  |
| DeSagana Diop     | ۶  | ۶  | ۱۵٫۷ | ۰٫۵۰۰ | ۰٫۰۰۰ | ۰٫۵۰۰  | ۳٫۳  | ۰٫۲ | ۰٫۳ | ۰٫۸ | ۱٫۷  |
| Adrian Griffin    | ۶  | ۳  | ۱۳٫۷ | ۰٫۵۶۳ | ۰٫۰۰۰ | ۰٫۰۰۰  | ۳٫۲  | ۰٫۸ | ۰٫۸ | ۰٫۰ | ۳٫۰  |
| Devin Harris      | ۶  | ۳  | ۲۴٫۵ | ۰٫۳۶۴ | ۰٫۰۰۰ | ۰٫۷۵۰  | ۰٫۸  | ۲٫۸ | ۰٫۸ | ۰٫۰ | ۷٫۳  |
| Josh Howard       | ۶  | ۶  | ۳۸٫۴ | ۰٫۳۸۸ | ۰٫۲۶۳ | ۰٫۸۰۸  | ۸٫۲  | ۱٫۸ | ۱٫۲ | ۰٫۷ | ۱۴٫۷ |
| D. J. Mbenga      | ۲  | ۰  | ۴٫۵  | ۰٫۰۰۰ | ۰٫۰۰۰ | ۰٫۰۰۰  | ۱٫۵  | ۰٫۰ | ۰٫۰ | ۰٫۰ | ۰٫۰  |
| Dirk Nowitzki     | ۶  | ۶  | ۴۳٫۷ | ۰٫۳۹۰ | ۰٫۲۵۰ | ۰٫۸۹۱  | ۱۰٫۸ | ۲٫۵ | ۰٫۷ | ۰٫۷ | ۲۲٫۸ |
| Josh Powell       | ۱  | ۰  | ۳٫۶  | ۰٫۰۰۰ | ۰٫۰۰۰ | ۰٫۰۰۰  | ۱٫۰  | ۰٫۰ | ۰٫۰ | ۰٫۰ | ۰٫۰  |
| Jerry Stackhouse  | ۵  | ۰  | ۳۰٫۰ | ۰٫۳۵۵ | ۰٫۳۶۸ | ۰٫۹۲۹  | ۳٫۴  | ۳٫۰ | ۰٫۸ | ۰٫۶ | ۱۲٫۸ |
| Jason Terry       | ۶  | ۶  | ۴۰٫۰ | ۰٫۴۷۸ | ۰٫۳۱۷ | ۰٫۷۳۳  | ۲٫۲  | ۳٫۵ | ۱٫۸ | ۰٫۰ | ۲۲٫۰ |
| Keith Van Horn    | ۵  | ۰  | ۷٫۸  | ۰٫۲۷۳ | ۰٫۱۶۷ | ۰٫۰۰۰۰ | ۱٫۲  | ۰٫۰ | ۰٫۰ | ۰٫۰ | ۱٫۴  |